# Artaxiden

Das Königreich Armenien unter Tigranes II.

Die Standarte der Artaxiden

Die Artaxiden oder auch Artashesyan (armenisch Արտաշեսյան արքայատոհմ) herrschten in Armenien von 189 v. Chr. bis zu ihrem Sturz durch die Römer im Jahr 12 n. Chr. Ihr Reich umfasste Großarmenien, Sophene und in Abständen Kleinarmenien und Teile von Mesopotamien. Ihre größten Gegner waren die Seleukiden und die Parther, gegen die die Armenier viele Kriege führten. Während der Herrschaft der Dynastie gab es einen beträchtlichen hellenistischen Einfluss in der armenischen Kultur.

## Geschichtlicher Hintergrund
Nach dem Geografen Strabon waren Artaxias und Zariadris zwei Satrapen der Seleukiden, die jeweils über die Provinzen Großarmenien und Sophene herrschten. Nach der Niederlage der Seleukiden in der Schlacht bei Magnesia 190 v. Chr. revoltierten sie und erklärten sich für unabhängig, wobei Artaxias (armenisch Արտաշես) im Jahr 188 v. Chr. der erste König der Artaxiden in Armenien wurde. Doch neuere Untersuchungen zweifeln an diesem Hergang und man glaubt nun, dass Artaxias und Zariadris keine ausländischen Generäle waren, sondern einheimische Personen, die mit den Orontiden verwandt waren. Dies wird auch aus ihren armenoiranischen Namen deutlich.

## Konsolidierung Armeniens unter Artaxias
Artaxias wird als einer der wichtigsten Könige der armenischen Geschichte angesehen. Er stellte sich als rechtmäßiger Nachkomme der Orontiden da, obwohl unklar ist, ob er tatsächlich mit dieser Dynastie verwandt war. Zu Anfang seiner Herrschaft befanden sich Teile des armenischen Hochlandes unter der Kontrolle der Nachbarreiche. Artaxias machte die Wiedervereinigung dieser Länder unter seiner Herrschaft zu einer Priorität. Der griechische Geograf und Historiker Strabon berichtet sowohl über die Eroberungen Richtung Westen, Osten, Norden und Süden als auch darüber, dass die Bevölkerung der Länder armenisch sprach:

„Entsprechend dem Bericht wurde Armenien, obgleich es früher ein kleines Land war, durch Artaxias und Zariadris vergrößert, diese waren Generäle des Antiochos des Großen, aber später nach seiner Niederlage, herrschten sie als Könige (der erste als König von Sophene, Acisene, Odomantis und gewissen anderen Ländern, und der andere als König des Landes um Artaschat), und gemeinsam vergrößerten sie ihre Königreiche durch Abtrennen von Gebieten der umgebenden Nationen, -- Ich meine das Abtrennen von Caspiane and Phaunitis and Basoropeda von dem Land der Meder; und das Land entlang des Berges Paryadres und Chorsene und Gogarene, welches bis auf die andere Seite des Flusses Kura reichte, vom denen der Iberer; und Carenitis und Xerxene, welches an Kleinarmenien oder anderwo angrenzt, sind Teile davon, von denen der Chalybes und den Mossynoiker; und Acilisene und das Land rund um den Antitaurus von denen der Cataoniern; und Taronitis von denen der Syrer; und demzufolge sprachen sie alle dieselbe Sprache.“

Gemäß Strabon und Plutarch gründete Artaxias mit der Hilfe des karthagischen Generals Hannibal, der Schutz vor den Römern am Königshof fand, die armenische Hauptstadt Artaschat. Die Bevölkerung der ehemaligen orontidischen Hauptstadt Jerwandaschat wurde nach Artaschat gebracht. Über ein dutzend Grenzsteine mit aramäischen Inschriften aus der Zeit des Artaxias wurden im heutigen Armenien gefunden. Diese wurden schon vor ihrer Entdeckung bei Moses von Choren erwähnt. In diesen Inschriften beansprucht Artaxias eine Abstammung von den Orontiden: König Artaxias, Sohn des Orontiden Zariadris.

## Hellenistische Kultur
Obgleich Großarmenien nur oberflächlich durch die Eroberungen Alexander des Großen berührt wurde, begann das Land im dritten Jahrhundert v. Chr. unter den Orontiden, von der hellenistischen Welt beeinflusst zu werden. Unter den Artaxiden erreichte dieser Prozess den Höhepunkt, besonders unter Tigranes II. dem Großen. Zu der Zeit bezog Armenien viele griechische Elemente in seine Kultur ein. Das wird an den zeitgenössischen Münzen deutlich, die zum ersten Mal unter den Orontiden herausgegeben wurden. Sie folgen klar griechischen Münzen und haben griechische Inschriften. Einige Münzen beschreiben den armenischen König als Philhellenes (Freund der Griechen). Griechisches Wissen ist auch durch Pergamente und Felsinschriften belegt. Kleopatra von Pontos, die Frau des Tigranes’, lud Griechen wie den Rhetoriker Amphikrates und den Historiker Metrodorus aus Scepsis an den armenischen Hof ein, und – gemäß Plutarch – als der römische General Lucullus die armenische Hauptstadt Tigranocerta einnahm, fand er eine Gruppe griechischer Schauspieler, die in der Stadt waren, um für Tigranes zu spielen. Tigranes’ Nachfolger Artavasdes II. verfasste sogar griechische Tragödien. Nichtsdestoweniger enthielt die armenische Kultur ein starkes iranisches Element, besonders in religiösen Themen.

## Armenisches Reich
Unter der Herrschaft Tigranes II. stand Armenien im Zenit seiner Macht und war kurzzeitig das mächtigste Reich östlich des Römischen Reiches. Artaxias I. und seine Nachfolger hatten die Grundlage geschaffen, auf der dann Tigranes sein Reich gründete. Trotzdem 
wurde das gebirgige Territorium Armeniens von Nachararen verwaltet, die weitgehend autonom waren. Tigranes vereinigte sie und schaffte so innere Sicherheit im Reich. Die Grenzen Armeniens erstreckten sich vom Kaspischen Meer bis zum Mittelmeer. Tigranes gründete in zentraler Lage eine neue Hauptstadt namens Tigranocerta. Zu der Zeit wurde Armenien so expansiv, dass die Römer und Parther sich vereinigten, um sie zu besiegen.
Den Parthern wurden große Gebiete genommen und sie wurden gezwungen, mit Tigranes einen Freundschaftsvertrag zu unterzeichnen. Iberien, Albania und Atropatene verloren auch Gebiete an Armenien und ihre Reste wurden zu Vasallenstaaten Armeniens. Die Seleukiden boten Tigranes im Jahr 83 v. Chr. ihre Krone an und so reichte das Königreich bis nach Akkon im heutigen Israel, was einen Konflikt mit den Hasmonäern verursachte.

## Zerfall
Roms Einmischung in Kleinasien beendete Tigranes’ Reich. Tigranes verbündete sich mit Roms größten Feind Mithridates VI. und während des dritten Mithridatischen Krieges im Jahr 69 v. Chr. fiel Lucullus mit einer Armee ins armenische Reich ein und vertrieb Tigranes aus Tigranocerta. Im Jahr 66 v. Chr. zwang Lucullus’ Nachfolger Pompeius Tigranes schlussendlich zum aufgeben. Pompeius reduzierte Armenien auf seine ehemaligen Grenzen, aber er erlaubte es Tigranes, als ein Verbündeter Roms auf den Thron zurückzukehren. Von da an wurde Armenien zu einem Pufferstaat zwischen den konkurrierenden Reichen der Römer und Parther.
Tigranes’ Erbe Artavasdes II. hielt die Allianz mit Rom aufrecht und gab dem General Marcus Licinius Crassus hilfreiche Ratschläge während dessen Partherkrieg, die aber unbeachtet blieben und so zu Crassus’ Niederlage in der Schlacht bei Carrhae führten. Als Marcus Antonius Verwalter des römischen östlichen Provinzen wurde, fing er an, die Loyalität Artavasdes', der seine Tochter dem Erben des parthischen Thrones zu Frau gab, zu hinterfragen. 35 v. Chr. fiel er in Armenien ein und schickte Artavasdes in Gefangenschaft nach Ägypten, wo er später hingerichtet wurde. Antonius setzte seinen sechsjährigen Sohn mit Kleopatra VII., Alexander Helios auf den Thron. Artavasdes' Sohn Artaxias II. erhielt Hilfe von den Parthern, nahm sich den Thron zurück und massakrierte die römische Garnison in Armenien, wurde aber nach zehn Jahren Herrschaft ermordet. Das Königreich zerbrach wegen eines Bürgerkrieges zwischen prorömischen und proparthischen Parteien (siehe Partherkriege), bis es schließlich ein Protektorat unter dem Imperator Augustus wurde. Die Artaxidendynastie versank im Chaos, lange bevor die Arsakiden ihnen als neue Herrscher nachfolgten.

## Artaxische Könige Armeniens
- Artaxias I. (188–165?)
- Artavasdes I.
- Tigranes I.
- Artavasdes (II.) (umstritten, 123–95)
- Tigranes II. (95–55)
- Artavasdes II. (55–34)
- Artaxias II. (ca. 30–20)
- Tigranes III. (20–8/6)
- Tigranes IV. (8–5)
- Artavasdes III. (5–2)
- Tigranes IV. (2. Mal) und Erato (2 v. Chr.–1 n. Chr.?)
- Artavasdes IV. (4–6)
- Tigranes V. und Erato (c. 6–14)

(Anmerkung: Einige der Daten sind ungefähr oder zweifelhaft)